# 175 (số)
175 (một trăm bảy mươi lăm) là một số tự nhiên ngay sau 174 và ngay trước 176.